# Capussa
Capussa est un roi massyle en 206 av. J.-C. Il est le fils d'Oezalcès qui succède à son frère, Gaïa, sur le trône massyle.

## Biographie
À la mort de Gaïa, son frère Oezalcès hérite du pouvoir en tant que prince le plus âgé. Quand il meurt à son tour, quelques mois après sa prise de pouvoir, son fils aîné, Capussa, est proclamé roi. Son cousin Massinissa, fils de Gaïa et second dans l’ordre de succession, cherche alors aussi à faire valoir ses droits. 
Le règne de Capussa est de courte durée. Un parti hostile est constitué par Mazétule, un chef numide allié à la famille princière massyle mais n’ayant aucun droit. Mazétule épouse la veuve d’Oezalcès, une carthaginoise, ce qui lui vaut l’appui d’une partie au moins de l’aristocratie punique soucieuse peut-être dès ce moment-là d’écarter Massinissa du pouvoir, bien que celui-ci ait jusqu’alors servi fidèlement les intérêts de Carthage en combattant sous les ordres d'Hasdrubal Barca dans la péninsule Ibérique.
Capussa est défait et tué lors d'un coup d'État de Mazétule. Ce dernier proclame roi Lacumazès, le plus jeune fils d'Oezalcès, et se fixe ensuite comme son régent.